# つぶし島田
潰し島田（つぶししまだ）は江戸時代天保年間から嘉永年間ごろに大流行した島田髷の一種。
多くの派生の髪形を持つが、基本的には芸者や女性の師匠に結われていた。

## 特徴
島田髷の派生の一つで根を低く取り、根元（一：いち）にクッションを入れないために髷に水引を掛けると髷の前方部分の真ん中がぺしゃんと潰れてへこんでいるのが特徴で崩れた印象から芸者などの粋筋に結われた。
弘化年間には後部を細く前部を太くして根を高く上げる型も登場し、嘉永年間には根の高い形のほうが髪飾りが目立つといって多くの遊女に結われていた。
クッションと丈長などで高々と根元を上げる高島田（奴島田）に対抗する島田として登場したもので、最初遊女（私娼）が考案したものと言うが芸者や女師匠や歌舞伎役者を通じて粋好みの娘に広まった。